# Caballo (Nuevo México)
Caballo es un lugar designado por el censo ubicado en el condado de Sierra en el estado estadounidense de Nuevo México. En el Censo de 2010 tenía una población de 112 habitantes y una densidad poblacional de 44,17 personas por km².

## Geografía
Caballo se encuentra ubicado en las coordenadas 32°58′50″N 107°18′27″O / 32.98056, -107.30750. Según la Oficina del Censo de los Estados Unidos, Caballo tiene una superficie total de 2.54 km², de la cual 2.54 km² corresponden a tierra firme y (0%) 0 km² es agua.

## Demografía
Según el censo de 2010, había 112 personas residiendo en Caballo. La densidad de población era de 44,17 hab./km². De los 112 habitantes, Caballo estaba compuesto por el 87.5% blancos, el 0% eran afroamericanos, el 1.79% eran amerindios, el 0% eran asiáticos, el 0% eran isleños del Pacífico, el 5.36% eran de otras razas y el 5.36% pertenecían a dos o más razas. Del total de la población el 12.5% eran hispanos o latinos de cualquier raza.